# 朝鲜劳动党中央军事委员会
朝鲜劳动党中央军事委员会（朝鲜语：／）是朝鲜劳动党的最高军事机关。根据《朝鲜劳动党章程》的规定，统帅朝鲜民主主义人民共和国所有武装力量，指导所有国防事业，为常设最高军事机关。领导人为中央军事委员会委员长，根据现行《朝鲜劳动党章程》第22条，委员长由朝鲜劳动党总书记担任，现任委员长为朝鲜最高领导人金正恩。

## 职责
《朝鲜劳动党章程》第27条规定：“中央军事委员会讨论决定贯彻党的军事政策的措施，组织领导加强人民军等所有武装力量、发展军需生产的有关工作，统率我国的军事力量。”但是在金正日时代实际被国防委员会取代了最高统帅部的地位，直至金正恩被任命为中央军事委员会副委员长，确认为金正日的接班人。金正恩掌权以后中央军委的权力大幅扩张，甚至成为劳动党的权力核心。

## 人事变动
- 1962年12月召開的朝鮮勞動黨四屆五中全會上，正式設立朝鮮勞動黨中央軍事委員會，金日成擔任中央軍事委員會委員長[3][4]。
- 金正日于1980年朝鲜劳动党第六次全国代表大会时当选朝鲜劳动党中央军事委员会委员。1991年12月金正日被朝鲜劳动党六届十九中全会拥戴为朝鲜人民军最高司令官，但是尚无任何公开的会议记录表明金正日是在哪一年接任朝鲜劳动党中央军事委员会委员长（前任是金正日的父亲金日成）。朝鲜在1997年拥戴金正日出任朝鲜劳动党总书记时候是通过首先召开朝鲜人民军党代会，然后召开中央机关和地方党代会的形式决定的，最后由朝鲜劳动党中央委员会和朝鲜劳动党中央军事委员会发布特别报道。此时也并无金正日出任朝鲜劳动党中央军事委员会委员长的记录。金正日第一次使用“朝鲜劳动党中央军事委员会委员长”是在2009年2月11日任命金永春为人民武装力量部部长时，在任命书上署名为“国防委员会委员长、朝鲜劳动党中央军事委员会委员长金正日”。
- 2009年2月11日，朝鲜最高领导人金正日在任命金永春（朝鲜劳动党中央军事委员会委员、朝鲜人民军总参谋长）为朝鲜民主主义人民共和国人民武装力量部部长时，使用的是“国防委员会委员长、劳动党中央军事委员会委员长”的名义。
- 2009年2月20日，朝鲜最高领导人金正日在任命吴克烈（朝鲜劳动党中央军事委员会委员）为朝鲜民主主义人民共和国国防委员会副委员长时，使用的是“国防委员会委员长、劳动党中央军事委员会委员长”的名义。[5]

- 2010年4月，朝鲜劳动党中央组织指导部第一副部长，中央军事委员会委员李勇哲去世。[6]
- 2010年5月，根据朝鲜民主主义人民共和国国防委员会的命令，国防委员会委员金一哲被免去了国防委员会委员、人民武装力量部第一副部长职务，但是尚不清楚是否免去其朝鲜劳动党中央军事委员会委员职务。

## 現任組成人員

### 委员
| 排名 | 姓名       | 任职起始日期 | 任职时间长度 | 党内职务 | 行政职务                                                                    |
| ---- | ---------- | ------------ | ------------ | --- | --------------------------------------------------------------------------- |
| 1    | 金正恩元帅 | 2012-4-11    | 12年338天    | - 朝鲜劳动党总书记 - 中央委员会政治局常务委员 - 中央军事委员会委员长                                                              | - 国务委员会委员长 - 朝鲜人民军最高司令官                                   |
| 2    | 黄炳誓     | 2012-4-11    | 12年338天    | - 朝鲜劳动党中央政治局常务委员会委员 朝鲜劳动党组织指导部副部长 朝鲜劳动党中央军事委员会副委员长                                  | - 国务委员会副委员长                                                        |
| 3    | 朴奉珠     | 2016-6-29    | 8年259天     | - 朝鲜劳动党中央政治局常务委员会委员 朝鲜劳动党中央军事委员会委员                                                                 | - 朝鲜民主主义人民共和国内阁总理 朝鲜国务委员会副委员长                     |
| 4    | 朴永植     | 2016-6-29    | 8年259天     | - 朝鲜劳动党中央委员会政治局委员 朝鲜劳动党中央军事委员会委员                                                                     | - 朝鲜国务委员会委员                                                        |
| 5    | 李明秀     | 2016-6-29    | 8年259天     | - 朝鲜劳动党中央军事委员会委员 |                                                                             |
| 6    | 金英哲     | 2016-6-29    | 8年259天     | - 朝鲜劳动党中央委员会副委员长 朝鲜劳动党中央军事委员会委员 朝鲜劳动党中央委员会委员                                              | - 最高人民会议常任委员会代议员、委员                                        |
| 7    | 李万建     | 2016-6-29    | 8年259天     | - 朝鲜劳动党中央委员会组织指导部部长                                                                                              | - 朝鲜国务委员会委员                                                        |
| 8    | 金元弘     | 2016-6-29    | 8年259天     | - 朝鲜劳动党中央委员会委员 朝鲜劳动党中央委员会政治局委员 朝鲜劳动党中央军事委员会委员                                            | - 朝鲜民主主义人民共和国国家安全保卫部部长                                  |
| 9    | 崔富日     | 2016-6-29    | 8年259天     | - 朝鲜劳动党中央政治局候补委员 朝鲜劳动党中央军事委员会委员                                                                       | - 最高人民会议常任委员会代议员、委员 最高人民会议法制委员会委员长           |
| 10   | 金庆玉     | 2016-6-29    | 8年259天     | - 朝鲜劳动党中央委员会组织指导部第一副部长 朝鲜劳动党中央军事委员会委员                                                           | - 最高人民会议常任委员会代议员                                              |
| 11   | 李永吉     | 2016-6-29    | 8年259天     | - 朝鲜劳动党中央委员会政治局委员 朝鲜劳动党中央军事委员会委员                                                                     |                                                                             |
| 12   | 徐洪灿     | 2016-6-29    | 8年259天     | - 朝鲜劳动党中央委员会委员 朝鲜劳动党中央军事委员会委员                                                                           | - 最高人民会议常任委员会代议员                                              |
| 13   | 崔龙海     | 2017-10-7    | 7年159天     | - 朝鲜劳动党中央政治局常务委员会委员 朝鲜劳动党中央军事委员会委员                                                                 | - 朝鲜民主主义人民共和国国务委员会第一副委员长 最高人民会议常任委员会委员长 |
| 14   | 李炳哲     | 2017-10-7    | 7年159天     | - 朝鲜劳动党中央委员会政治局常务委员 朝鲜劳动党中央军事委员会副委员长 朝鲜劳动党中央委员会第一副部长 朝鲜劳动党中央军事委员会委员 | - 朝鲜国务委员会委员                                                        |
| 15   | 郑京择     | 2017-10-7    | 7年159天     | - 朝鲜劳动党中央政治局候补委员 朝鲜劳动党中央军事委员会委员                                                                       | - 朝鲜国务委员会委员                                                        |
| 16   | 张吉成     | 2017-10-7    | 7年159天     | - 朝鲜劳动党中央政治局候补委员 朝鲜劳动党中央军事委员会委员                                                                       | - 朝鲜人民军侦察总局局长                                                    |
| 17   | 金才龙     | 2019-4-10    | 5年329天     | - 朝鲜劳动党中央委员会政治局委员 朝鲜劳动党中央军事委员会委员 朝鲜劳动党中央委员会副委员长 朝鲜劳动党中央委员会组织指导部部长     | - 朝鲜内阁总理 最高人民会议常任委员会委员                                   |
| 18   | 李万建     | - -          | 5年339天     | - 朝鲜劳动党中央委员会委员 | - 朝鲜国务委员会委员                                                        |
| 19   | 太钟洙     | - -          | 5年339天     | - 朝鲜劳动党中央政治局候补委员 朝鲜劳动党中央军事委员会委员                                                                       | - 朝鲜国务委员会委员                                                        |
| 20   | 金兆国     | - -          | 5年339天     | - 朝鲜劳动党中央政治局候补委员 朝鲜劳动党中央军事委员会委员                                                                       | - 朝鲜国务委员会委员                                                        |

- 朝鲜最高领导人、朝鲜劳动党总书记金正恩元帅是朝鲜劳动党中央军事委员会委员长。

2010年9月28日举行的朝鲜劳动党中央委员会2010年9月全体会议选出了新一届朝鲜劳动党中央军事委员会。此次全会选举金正日为朝鲜劳动党中央军事委员会委员长，金正恩、李英浩为副委员长，还选举出金永春、金正角、金明国、张成泽等16名朝鲜劳动党中央军事委员会委员。
2012年4月11日举行的朝鲜劳动党第四次代表会议上又选举崔龙海为副委员长，玄哲海、李明秀、金乐谦为委员。
2012年7月15日朝鲜劳动党中央政治局会议上，中央军委副委员长李英浩被以健康原因为由罢免一切职务。2013年12月8日朝鲜劳动党中央政治局扩大会议上，中央军委委员、国防委员会副委员长张成泽被以反党反革命为由罢免一切职务。
2014年4月朝鲜劳动党中央军事委员会扩大会议举行，会议后，崔龙海不再担任朝鲜人民军总政治局局长职务，由黄炳誓接任。
委員長
- 金正恩（朝鲜劳动党委员长、朝鲜民主主义人民共和国国務委员会委员长、朝鲜人民军最高司令官、朝鲜民主主义人民共和国元帅）

副委員長
- 崔龍海（勞動黨中央政治局常委，國務委員會副委員長，黨中央副委員長、組織指導部部長，朝鮮人民軍次帥）
- 李炳哲

委員
1. 朴奉珠（朝鮮勞動黨中央政治局常務委員，朝鮮內閣總理）
2. 金永春（朝鮮勞動黨中央政治局委員、朝鮮勞動黨中央軍事部部長、朝鮮人民軍次帥）
3. 金京玉（朝鮮勞動黨中央組織指導部第一副部長、朝鮮人民軍大將）
4. 金元弘（朝鮮勞動黨中央政治局委員、朝鮮國防委員會委員、朝鮮國家安全保衛部部長、朝鮮人民軍大將）
5. 崔富一（朝鮮勞動黨中央政治局候補委員、朝鮮國防委員會委員、朝鮮人民保安部部長、朝鮮人民軍少將）
6. 李炳哲（朝鮮國防委員會委員、朝鮮勞動黨中央軍事部第一副部長、朝鮮人民軍大將）
7. 金英哲（朝鮮人民軍副總參謀長、朝鮮人民武裝力量部偵察總局局長、朝鮮人民軍大將）
8. 尹正麟（朝鮮人民軍護衛司令部司令官、朝鮮人民軍大將）
9. 徐洪灿（朝鮮人民武裝力量部第一副部長、後方總局局長、朝鮮人民軍大將）
10. 金乐兼（朝鮮人民軍戰略軍上將）

2016年6月时
委員長
1. 金正恩

副委員長

委員
1. 黄炳誓
2. 朴奉珠
3. 朴永植
4. 李明秀
5. 金英哲
6. 李萬建
7. 金元弘
8. 崔富日
9. 金慶玉
10. 李永吉
11. 徐洪燦

- 2017年10月7日朝鮮勞動黨七屆二中全會補選：

1. 崔龍海 - 朝鮮勞動黨中央政治局常務委員、朝鮮勞動黨中央委員會副委員長、朝鮮勞動黨中央委員會組織指導部部長、朝鮮民主主義人民共和國國務委員會副委員長
2. 李炳哲 - 朝鮮勞動黨中央政治局候補委員、朝鮮勞動黨中央委員會第一副部長（部署不明）
3. 郑京择 - 朝鮮勞動黨中央政治局候補委員、國家保安相
4. 張吉成 - 朝鮮勞動黨中央政治局候補委員、朝鮮人民軍偵察總局局長、朝鮮人民軍上將

- 2019年4月10日朝鮮勞動黨七屆四中全會補選：

1. 金才龍
2. 李萬建
3. 太宗秀
4. 金兆國